# Daniel Goldin
Daniel Saul Goldin (Nova Iorque, 23 de julho de 1940) é um cientista estadunidense. Foi administrador da NASA no período de 1º de abril de 1992 até 17 de novembro de 2001. Foi indicado pelo presidente George H. W. Bush para o cargo, que ocupou durante três governos presidenciais.
Nascido em Nova Iorque, Goldin obteve o bacharelado em engenharia mecânica na City College of New York em 1962. Em seguida iniciou sua carreira na unidade Lewis Research Center da NASA, em Cleveland, Ohio, trabalhando em sistemas de propulsão elétrica para viagens interplanetárias.